# 3617 Eicher
3617 Eicher eller 1984 LJ är en asteroid i huvudbältet som upptäcktes den 2 juni 1984 av den amerikanske astronomen Brian A. Skiff vid Anderson Mesa Station. Den är uppkallad efter den amerikanske journalisten David J. Eicher.
Asteroiden har en diameter på ungefär 9 kilometer.